# Trình tự motif
Một trình tự motif là một đoạn trình tự nucleotide hoặc amino acid phổ biến và có, hoặc cho là có, một chức năng sinh học nào đó.
Ví dụ như motif về vị trí gắn thêm gốc N-glycosyl:
Asn, tiếp đến là bất kỳ a.a nào trừ Pro, tiếp đến là Ser hoặc Thr, sau đó có thể là bất kỳ a.a nào trừ Pro
trong đó chữ viết tắt là ký hiệu cho các amino acid theo kiểu viết tắt 3 chữ cái, (xem mã di truyền).

## Tổng quan
Khi trình tự motif xuất hiện trong exon của một gen, thì nó có thể mã hóa "motif cấu trúc" "của protein"; đó là nhân tố kiểu lập thể của cấu trúc bậc 3 của protein. Tuy nhiên, motif không cần phải được gắn với cấu trúc bậc hai đặc biệt. Trình tự DNA không mã hóa không được dịch mã thành protein và các acid nucleic với motif như vậy không cần phải khác so với dạng điển hình (ví dụ, DNA "dạng B" xoắn kép).
Ngoài gen exon, còn có các motif trình tự điều hòa và motif bên trong "mảnh DNA", ví dụ như DNA vệ tinh. Một số trong chúng được cho là có ảnh hưởng đến hình dạng của acid nucleic (xem ví dụ RNA self-splicing), nhưng việc này chỉ thỉnh thoảng xảy ra. Ví dụ, một số protein gắn DNA mà có ái lực với motif thì chỉ gắn DNA ở dạng xoắn kép của nó. Chúng có thể nhận biết motif thông qua chuỗi xoắn kép hoặc đường rãnh nhỏ hơn.
Motif mã hóa ngắn, mà xuất hiện trong cấu trúc bậc hai chưa đầy đủ,, include those that label proteins for delivery to particular parts of a cell, or mark them for phosphorylation.
Within a sequence or database of sequences, researchers search and find motifs using computer-based techniques of sequence analysis, such as BLAST. Such techniques belong to the discipline of bioinformatics.
See also consensus sequence.
Khi trình tự motif xuất hiện trong exon của một gen, thì nó có thể mã hóa "motif cấu trúc" "của protein"; đó là nhân tố kiểu lập thể của cấu trúc bậc 3 của protein. Tuy nhiên, motif không cần phải được gắn với cấu trúc bậc hai đặc biệt. Trình tự DNA không mã hóa không được dịch mã thành protein và các acid nucleic với motif như vậy không cần phải khác so với dạng điển hình (ví dụ, DNA "dạng B" xoắn kép).
Ngoài gen exon, còn có các motif trình tự điều hòa và motif bên trong "mảnh DNA", ví dụ như DNA vệ tinh. Một số trong chúng được cho là có ảnh hưởng đến hình dạng của acid nucleic (xem ví dụ RNA self-splicing), nhưng việc này chỉ thỉnh thoảng xảy ra. Ví dụ, một số protein gắn DNA mà có ái lực với motif thì chỉ gắn DNA ở dạng xoắn kép của nó. Chúng có thể nhận biết motif thông qua chuỗi xoắn kép hoặc đường rãnh nhỏ hơn.
Motif mã hóa ngắn, mà xuất hiện trong cấu trúc bậc hai chưa đầy đủ,